# تصنيف تفرعي
التصنيف التفرُّعيّ (بالإنجليزيّة: Cladistics) هو مقاربة للتصنيف الأحيائيّ، حيث تُصنَّف الكائنات في مجموعات (فروع حيويّة) بناءً على السلف المشترك الأقرب. تُبنى العلاقات الافتراضيّة على السمات المشتقة المشتركة (الخِلة المشتقة التكافليّة) التي يمكن إرجاعها إلى السلف المشترك الأحدث/الأقرب، وغير موجودة في المجموعات والأسلاف الأبعد. من السمات الخاصة بالفرع الحيويّ أن السلف المشترك وكل السُلَّان/الذرية الخاصة به جزءٌ من الفرع الحيويّ. تظل كل السُلَّان في الفرع السلفيّ الشامل. على سبيل المثال، إذا استُخدمت مصطلحات حيوان، ثنائيَّات التناظر/ ديدان، أسماك/ فقاريات، أو سعادين/ بَشَرانِيَّات خلال الإطار المُحكَم للتصنيف التفرُّعيّ، فإن هذه المصطلحات يجب أن تشمل الإنسان. يُستخدم الكثير من تلك المصطلحات بصورة شبه عرقيّة خارج التصنيف التفرُّعيّ. يؤدي التشعُّب التطوريّ إلى أجيال من غصين حيويّ جديد. تُطبق تقنيات وتسميات التصنيف التفرُّعيّ في مجالات أخرى (انظر: تسميات التصنيف التفرُّعيّ الحيويّ).
يُستخدم التصنيف التفرُّعيّ الآن بصورة شائعة كوسيلة لتصنيف الكائنات.

## التاريخ
اشتُقت الوسائل الأصليّة المستخدمة في التصنيف التفرُّعيّ التحليليّ ومدرسة علم الصنيف الأحيائيّ من أعمال عالم الحشرات الألمانيّ ويلي هينغ، الذي أشار إليه باسم النظاميَّات الفيلوجينيّة/العرقيّة (كان هذا عنوان كتابه عام 1966)، اشتهرت مصطلحات التصنيف التفرُّعيّ والفرع الحيويّ على يد الباحثين الآخرين. تشير كلمة «التصنيف التفرُّعيّ» في المعنى الأصليّ لها إلى مجموعة من الوسائل المحددة المُستخدمة في التحليل الفيلوجينيّ، ولكنها الآن تُستخدم للإشارة إلى مجال كامل.
ما يُعرف الآن باسم وسائل التصنيف التفرُّعيّ ظهر في أوائل القرن العشرين بأعمال بيتر ميتشيل على الطيور وأعمال روبرت تيليارد التي تلتها على الحشرات في 1921، ووالتر ماكس زيمرمان على النبات في 1943. قُدم مصطلح الفرع الحيويّ في 1958 على يد جوليان هكسلي بعد أن صاغه لوسيان كويو في 1940، و«التخلُّق التفرُّعيّ» في 1958، و«الفرعيّ» على يد كاين وهاريسون في 1960، و«عالم التصنيف التفرُّعيّ» على يد ماير في 1965، و«علم التصنيف التفرُّعيّ» في 1966. أشار هينغ إلى مقاربته الخاصة باسم «النظاميَّات الفيلوجينيّة». منذ وقت الصياغة الأصليّة حتى نهاية السبعينات من القرن الماضي، نافس التصنيف التفرُّعيّ كمقاربة تحليليّة وفلسفيّة للنظاميَّات والتصنيف الظاهريّ والتصنيف المعروف بـ«التصنيف التطوريّ». احتُفل بالتصنيف الظاهريّ في هذا الوقت من قِبل العديد من علماء التصنيف الأحيائيّ بيتر سنيث وروبرت سوكال والتصنيف التطوريّ على يد إرنست ماير.
لم يزدهر حقل التصنيف التفرُّعيّ إلا بعد ترجمته إلى الإنجليزيّة في 1966 بعد صدوره الأصليّ في كتاب ويلي هينغ عام 1950. اليوم، يُعتبر التصنيف التفرُّعيّ المنهجيّة الأشهر لبناء شجرة الأنساب من البيانات المورفولوجيّة.
 
في تسعينات القرن الماضي، ساعدت تقنيات تفاعل البوليميراز المتسلسل في تطبيق المنهجيّة التصنيفيّة التفرُّعيّة على السمات الكيميائيّة الحيويّة والسمات الجينيّة الجزيئيّة للكائنات، مما وسَّع كمية البيانات المُتاحة لعلم الوراثة العرقيّ. وفي نفس الوقت، أصبح التصنيف التفرُّعيّ شائعًا في الأحياء التطوريّة؛ لأن الحاسوب تمكَّن من معالجة كمية كبيرة من البيانات عن الكائنات وصفاتها.

## المنهجيّة
تُفسِّر المنهجيّة التصنيفيّة التفرُّعيّة كل تحوُّلٍ في الخِلال مُضمر في توزيع الخِلال المشتركة بين الأصناف كدليل محتمل على التجمُّع. إن مخطط النسل هو مُنتج التحليل التصنيفيّ التفرُّعيّ؛ وهو رسم على شكل شجرة (رسم شجريّ) يُفسَّر لتمثيل الفرضيّة الأفضل عن العلاقات الفيلوجينيّة. بالرغم من أن مخططات النسل كانت تُنتج تقليديًّا على أساس الصفات المورفولوجيّة وتُحسَب باليد، يُستخدم الآن التسلسل الوراثيّ والوراثة العرقيّة الحاسوبيّة في التحليل الفيلوجينيّ، كما استبعد الكثير من علماء الوراثة العرقيّة شرط التقتير/التبسيط لصالح المزيد من «التعقيد» والنماذج التطوريّة الأقل تقتيرًا عن تحوُّل الخِلال. يدَّعي علماء التصنيف التفرُّعيّ أن تلك النماذج غير مبررة.
يُبنى كل مخطط نسل على قاعدة محددة من البيانات المحللة بمنهجيّة معينة. قواعد البيانات هي جداول تتكوَّن من الصفات الجزيئيّة والمورفولوجيّة والإيثولوجيّة و/أو غيرها من الصفات بالإضافة إلى قائمة من الوحدات التصنيفيّة التشغيليّة، والتي قد تكون جينات أو أفراد أو جماعات أو أنواع أو أصناف أكبر يُفترض أنها أحاديّة العرق وبالتالي تكوِّن جميعًا فرعًا حيويًّا أكبر؛ ويشير التحليل الفيلوجينيّ إلى نمط التفرُّع خلال الفرع الحيويّ. تؤدي قواعد البيانات المختلفة وانتهاك القواعد المذكورة سابقًا إلى مخططات نسل مختلفة. يوضِّح التدقيق العلميّ أيهم الصحيح.

## اصطلاحات الخِلال
صاغ هينغ المصطلحات التالية واستخدمها لتعريف الخِلال المشتركة بين المجموعات:
الهيئة الوثيقة/الخِلة الوثيقة أو الخِلة السلفيّة هي الخِلة التي يحتفظ بها الصنف من أسلافه. عندما يتشارك نفسَ الهيئة الوثيقة صنفان لم يتداخلا مع بعضهما، تُسمى هيئة وثيقة تكافليّة. لا تعني الهيئة الوثيقة التكافليّة أن الأصناف التي تُظهر خِلال مشتركة قريبة بالضرورة. على سبيل المثال، يُفترض تقليديًّا أن الزواحف من متغيرات الحرارة؛ أي أنها لا تحافظ على درجة حرارة عالية ثابتة للجسم، بينما الطيور من صنف ثابتة الحرارة. ولأن صفة تغيُّر الحرارة هي خِلة وثيقة، موروثة من السلف المشترك للزواحف والطيور، وبالتالي هيئة وثيقة تكافليّة للسلاحف والثعابين والتماسيح وغيرهم، فهي لا تعني أن السلاحف والتمسايح والثعابين يُشكِّلون فرعًا حيويًّا يستثني الطيور.
الهيئة المنفصلة أو الخِلة المشتقة هي ابتكار. يمكن استخدام المصطلح لتشخيص الفرع الحيويّ، أو حتى ليعاوننا على تعريف اسم الفرع الحيويّ في التسمية الفيلوجينيّة. تُسمى الصفات المشتقة في الصنف الفرديّ (نوع أو مجموعة ممثلة بنهاية فرديّة في تحليل فيلوجينيّ محدد) الخِلة المشتقة الذاتيّة، وهي لا تُعبِّر عن علاقة بين المجموعات، تُعرَّف الفروع الحيويّة بـ«الهيئة المنفصلة التكافليّة». على سبيل المثال، امتلاك الأصابع المتناددة مع التي يمتلكها الإنسان العاقل هو هيئة منفصلة تكافليّة في الفقاريات. أما مجموعة رباعيات الأطراف فتتكوَّن من الفقاريات الأولى بتلك الأصابع المتناددة مع التي يمتلكها الإنسان العاقل بالإضافة إلى كل سلَّان هذا الفقاري (تعريف فيلوجينيّ مبني على الخِلة المشتقة). أما الثعابين وغيرهم من رباعيات الأطراف، فلا تمتلك أصابع، ولكنها رغمًا عن ذلك تُعتبر من رباعيات الأطراف؛ لأن الصفات الأخرى مثل البيض الأمنيوتي والجمجمة ثنائيّة الأقواس تشير إلى أنها انحدرت من أسلاف امتلكت أصابع متناددة مع التي نمتلكها.
يُطلق على الخِلة أنها «مثليّة الاستعاضة» إذا تشارك فيها كائنان أو أكثر ولكنها مختفية في السلف المشترك أو من الأسلاف المتأخرة في السلالة المؤدية إلى واحد من الكائنات. وبالتالي يُستدَل على أنها تطورت تطوُّر تقاربيّ أو عكسيّ. تستطيع كل من الثديّيات والطيور أن تحافظ على درجة حرارة عالية ثابتة (ثابتة الحرارة). ولكن مخطط النسل المقبول لشرح سماتهم المهمة يشير إلى سلفهما المشترك باعتباره في مجموعة تفتقر إلى تلك الخِلة، ولذلك لا بد أن هذه الخِلة تطورت بصورة مستقلة في فرعين حيويّين. تُعتبر صفة ثبوت درجة الحرارة للكائن خِلة منفصلة تكافليّة للثديّيات (أو فرع حيويّ أكبر) وللطيور (أو فرع حيويّ أكبر)، ولكنها ليست خِلة منفصلة تكافليّة لأي مجموعة تشمل كلا هذين الفرعين. ينصُّ مبدأ هينغ المساعد أن الخِلة المشتركة يجب أن تُعتبر دليلًا على التجمُّع إلا إذا تناقضت مع عدد من الأدلة الأخرى، وبالتالي لا يمكن الاستدلال بمثليّة الاستعاضة إلا بعد استيفاء الفرضيّة الفيلوجينيّة.
إن مصطلحات الهيئة الوثيقة والهيئة المنفصلة نسبيّان، حيث يعتمد تطبيقهما على موقع المجموعة في الشجرة. على سبيل المثال، عند محاولة تقرير إذا كانت رباعيات الأطراف تُشكِّل فرعًا حيويًّا، يكون السؤال المهم هو: هل امتلاكها لأربع أطراف هو خِلة منفصلة تكافليّة للأسلاف الأولى لتُضمَّن خلال رباعيات الأطراف، هل كل الأعضاء الأوائل من رباعيات الأطراف ورثت أربع أطراف من السلف المشترك، بينما لم ترثه الفقاريات الأخرى أو على الأقل تنادديًّا؟ على النقيض، بالنسبة لمجموعة تقع داخل رباعيات الأطراف، مثل الطيور، امتلاك أربع أطراف هو هيئة وثيقة. يسمح استخدام هذين المصطلحين بدقة أكبر في مناقشة التنادد، أو بالأحرى يسمح بتعبير واضح عن العلاقات التراتبيّة بين مختلف السمات المتناددة.